# مسجد حاجی جواد
مسجد حاجی جواد (انگلیسی: Haji Javad Mosque) یک مسجد در ناحیه یاسامال شهر باکو پایتخت جمهوری آذربایجان است.

## تاریخچه
بنای پیشین مسجد دارای سه کتیبه بوده که نشان می‌دهد بنا در سال ۱۳۰۵ بنا به تقویم مسلمانان ساخته شده است.  مبتکر بنای مسجد، بازرگانی به نام حاجی جواد بود. فضای درونی ۱۲ متر (۳۹ فوت) پهنا و ۱۸ متر (۵۹ فوت) درازا با ارتفاع ۶ متر (۲۰ فوت) از کف تا سقف و ۹ متر (۳۰ فوت) از کف تا گنبد بود. این بنا مدرسه علوم اسلامی نیز بوده است.
در دوران شوروی ساختمان مسجد به مهدکودک و محل زندگی تبدیل شد. پس از اتحاد جماهیر شوروی، مسجد فروریخته تعمیر و برای مردم باز شد.
در آوریل ۲۰۱۷ میلادی، تخریب این مسجد باعث ناآرامی مردم محلی شد و اعتراضات را برانگیخت. در اواخر سال به موجب فرمان ریاست جمهوری، مسجدی به همین نام در خیابان عباس میرزا شریف‌زاده ساخته شد.

## ساختمان جدید
ساختمان جدید در ۱۲ آوریل ۲۰۱۸ تکمیل شد. مساحت کلی مسجد ۱۲۰۰ متر مربع (۱۳۰۰۰ فوت مربع) است که ۴۰۰ متر مربع (۴۳۰۰ فوت مربع) آن نمازخانه است. ارتفاع آن تا ۱۸ متر (۵۹ فوت) افزایش یافت و ارتفاع مناره ۳۳.۷ متر (۱۱۱ فوت) است. دیوارها با تزیینات و آیات قرآنی تزئین شده است.